# الیستر جانستن
الیستر جانستن (انگلیسی: Alistair Johnston؛ زادهٔ ۸ اکتبر ۱۹۹۸) بازیکن فوتبال اهل کانادا است.
از باشگاه‌هایی که در آن بازی کرده‌است می‌توان به باشگاه فوتبال نشویل اشاره کرد.
وی همچنین در تیم ملی فوتبال کانادا بازی کرده‌است.